# Hügelgräberfeld Vieritzer Berg
Koordinaten: 52° 30′ 54,7″ N, 12° 17′ 37,7″ O
Das Hügelgräberfeld Vieritzer Berg ist eine urgeschichtliche Begräbnisstätte am Vieritzer Berg in der Gemeinde Milower Land im Westen des Landes Brandenburg. Bestehend aus mehreren Hügelgräbern ist es unter der Nummer 50420 als „Hügelgräberfeld Urgeschichte, Siedlung Neolithikum“ als Bodendenkmal ausgewiesen.

## Anlage
Das Gräberfeld befindet sich im unteren Bereich des bewaldeten Nordosthangs des Vieritzer Bergs. Das Bodendenkmal befindet sich etwa 100 Meter westlich des Wohnplatzes Wolfsmühle und rund 2,5 Kilometer östlich des Ortsteils Vieritz in der Gemarkung Vieritz in der Flur 10.
Die Begräbnisstätte besteht aus fünf sicheren und vier mutmaßlichen Hügelgräbern. In diesen fanden sich oberflächlich Leichenbrand und Scherben von Keramiken. Der Berg wurde über Jahrtausende als Begräbnisstätte genutzt. Gräber am Vieritzer Berg wurden in die Jungsteinzeit, Bronzezeit und das slawische Frühmittelalter datiert. Speziell die Hügelgräber werden höher stehenden Persönlichkeiten zugerechnet. Um das Jahr 1900 wurden die bekannten Hügelgräber von Archäologen geöffnet. Funde gelangten in die prähistorische Sammlung des Kreismuseums Jerichower Land in Genthin. Mitte der 1960er Jahre kam es bei Raubgrabungen an den Gräbern teilweise zu erheblichen Zerstörungen beziehungsweise Beschädigungen.